# Singularity (Oper)
Singularity ist eine Oper (Originalbezeichnung: „space opera for young voices“) in fünf Teilen und dreizehn Szenen von Miroslav Srnka (Musik) mit einem Libretto von Tom Holloway. Sie entstand von 2019 bis 2021 im Auftrag der Bayerischen Staatsoper und wurde am 5. Juni 2021 im Cuvilliés-Theater in München uraufgeführt.

## Handlung
Die Oper spielt in einer Zukunft, in der Menschen in der Lage sind, durch Implantate digital direkt mit anderen Personen zu kommunizieren. Auf der Bühne ist daher jeder realen Person ein digitales Alter Ego (ein zweiter Sänger in schwarzem Ganzkörperkostüm) zugeordnet, das die von anderen nicht hörbaren Sätze singt. Der Komponist Miroslav Srnka beschrieb das Konzept folgendermaßen:

„Es ist ein Stück über eine Spaltung unserer Kommunikation. Diese besteht bereits heute in der Trennung von unserer physischen Existenz und unserer digitalen Identität in solchen Medien wie Chat und Social media etc. […] Die musikalische Gestaltung folgt dann der Vorstellung einer zukünftigen Wahrnehmung, wenn unsere digitale Kommunikation nicht mehr über Geräte wie das Smartphone stattfindet, sondern durch eine direkte Anknüpfung an ein Kommunikations-Implantat in unserem Nervensystem. Und da es eine Komödie ist, gibt es bei einem Update der Implantate ein Virus, auf die eine digitale Quarantäne folgt.“

Erster Teil – „Auf der Erde, zu Hause – in der Zukunft“
Szene 1. B ist süchtig nach einem Computerspiel, mit dem er die gesamte Nacht zugebracht hat. Seine Freundin S fühlt sich von ihm vernachlässigt. Zudem ist ein Update für das Kommunikations-Implantat erschienen, durch das sie sich auch während ihrer Arbeitszeit unterhalten könnten. Da B keine Lust hat, es zu installieren, führt S ihr Update ohne ihn aus. Dabei geht etwas schief. S zittert am ganzen Körper und stammelt abwechselnd sinnfreie Wortfetzen und intime Liebesbekenntnisse. B ist besorgt. Dann verschwindet er plötzlich.
Zweiter Teil – „Ein Spa irgendwo im Weltraum – gleich darauf“
Szene 2. M, T und B finden sich an einem für sie fremden Ort wieder. Da eine normale Kommunikation schnell zu Missverständnissen führt, verbinden ihre Implantate miteinander und versuchen, die Lage zu klären. Alle erzählen, was sie als letztes gemacht haben, bevor sie hierher versetzt wurden. T hat seine „Trostdrohne“ Kanarien-Kenny gefüttert, die sein einziger Freund sei und wunderschön „Resol“ gesungen habe. B behauptet, er habe sich mit seiner Freundin unterhalten. S bezweifelt, dass ein „Gamer“ wie er eine Freundin haben könne. Die drei rufen vergeblich um Hilfe und durchsuchen den Raum. Sie finden einen defekten Computer, der nur Rauschen von sich gibt.
Szene 3. T erzählt, dass seine Mutter mit ihm auf den Abschlussball gehen musste, weil er keine Freundin finden konnte. Sie habe ihm daraufhin die Trostdrohne geschenkt.
Szene 4. B sehnt sich nach seiner Freundin S und schwärmt von deren großen Zehen. M erklärt ihm, er könne noch immer ihre Stimme hören: Wenn man sich auf den Hinterkopf schlage, würden alte Nachrichten abgespielt. B geht ihr auf den Leim und lässt sich von ihr schlagen.
Erstes Zwischenspiel
Dritter Teil – „Ein Spa irgendwo im Weltall – etwa zehn Jahre später“
Szene 5. B untersucht den Computer. Die beiden anderen erkennen, dass sie an diesem Ort offenbar nicht älter werden. M und T kommen sich näher, leugnen dies aber B gegenüber. Bs Bemühungen haben Erfolg: Ein Text auf dem Computer-Bildschirm heißt sie auf der „ISS“, der ersten „Internationalen Spa-Station“, willkommen, wo sie durch eine Therapie mit Schwarzer Materie für immer jung und schön bleiben. Dies habe allerdings eine Reihe schwerwiegender Nebenwirkungen. M ist entsetzt. Sie würde lieber auf der Stelle altern.
Szene 6. B aktiviert den Sprachmodus des Computers „Screeny“. Da er S noch immer vermisst, lässt er Screeny alte Nachrichten von ihr abspielen. B erkennt daran, dass S ihn nicht nur trotz, sondern sogar wegen seiner Fehler liebte.
Szene 7. Aus Freundschaft zu T lässt sich B von ihm als dessen Drohne verkleiden und singt das Lied des Kanarienvogels.
Szene 8. M erzählt, dass sie selbst diese Drohnen entwickelt und ihnen den Liedtext einprogrammiert habe, der eigentlich eine Beleidigung sei. Wenn man „Tahw a resol“ rückwärts lese, werde daraus „what a loser“. Sie macht sich über ihre vertrauensselige einstige Nachbarin lustig, die sich in sie verliebt hatte. M hat damals in ihrer Wohnung spezielle Lautsprecher versteckt, deren hohe Frequenzen nur die Nachbarin hören konnte. Die Töne brachten die Nachbarin völlig aus der Fassung. Als sie Ms Manipulationen entdeckte, hat sie sie „entfreundet“.
Zweites Zwischenspiel
Vierter Teil – „Ein Spa irgendwo im Weltall – 40 oder mehr Jahre später“
Szene 9. Screeny erzählt, dass er einst ein Supercomputer war, der die Menschen bei allen Spielen schlagen konnte. Dann übernahmen neuere und schnellere Computer seine Aufgaben, und er wurde in das Spa versetzt, um den Menschen dort den Weg zur Toilette zu weisen. B gibt Screeny die Stimme seiner Freundin S.
Szene 10. B verkleidet M als S und bittet Screeny, deren alte Nachricht zu spielen, während M dazu die Lippen bewegt. M und T erkennen, das S B tatsächlich geliebt hat. B bereut sein damaliges Verhalten jetzt. T ist die ganze Situation inzwischen leid. Er reißt sich das Implantat heraus, um sein eigenes Leben führen zu können, und deaktiviert die Computerstimme. Beeindruckt von seinem Verhalten entfernt auch M ihren Chip. Die beiden lieben sich.
Szene 11. Auf einmal erscheint S im Spa. Sie hat sich stark verändert und erinnert Screeny an „Botty“, einen Bot, mit dem er früher eng verbunden war. S meint, Botty habe noch immer dieselben Gefühle wie damals. Sie rät Screeny, eine Deinstallation auszuführen, um auf die Erde zurückzukehren. Screeny startet seine Selbstzerstörung mit einem Timer von 30 Sekunden.
Szene 12. S berichtet, dass durch den Update-Fehler zuerst Chaos auf der Erde entstand. Dann sei jedoch das Bewusstsein aller Menschen zu einem großen Ganzen verschmolzen. Da B, M und T als Einzige das Update nicht erhalten hätten, seien sie als Backup auf die Spa geschickt worden. S habe sie beobachtet, um etwas über die Vergangenheit zu lernen. Ihr Verhalten sei aber zunehmend lächerlich geworden. Da das Spa in Kürze explodieren wird, bleibt den Dreien nur die Wahl, in der Singularität aufzugehen oder zu sterben. Sie entscheiden sich für das Erstere.
Fünfter Teil – „Dunkelheit, innerhalb der Singularität – unmittelbar darauf“
Szene 13. In der neuen Einheit sind Kommunikationsgeräte ebenso wenig nötig wie Sprache. Die drei benötigen einige Zeit, um sich an die neue Lage zu gewöhnen.

## Gestaltung

### Orchester
Die Orchesterbesetzung der Oper umfasst die folgenden Instrumente:
- Sampler/Elektronik (ein Spieler oder beliebig auf die anderen Spieler verteilt)
- Holzbläser: Querflöte (auch Piccolo und Bassflöte)
- Blechbläser: Trompete, Horn, Posaune
- Akkordeon
- Klavier (auch zwei Vibrato-Effekte unabhängiger Geschwindigkeit und rhythmischer Patterns)
- Schlagzeug (zwei Spieler):
  - I) Marimba, Ratsche, „hobbyglas“ klein und groß (transparente Polystyrol-Scheibe 2 mm, klein 250 × 500 mm, groß 50 × 100 mm), zwei Vibrato-Effekte
  - II) Vibraphon, große Trommel, „hobbyglas“ klein und groß, zwei Vibrato-Effekte
- E-Gitarre
- Streicher (solistisch): Violine, Bratsche, Violoncello, Kontrabass

## Werkgeschichte
Der tschechische Komponist Miroslav Srnka komponierte seine „space opera for young voices“ Singularity zwischen 2019 und 2021 im Auftrag der Bayerischen Staatsoper für das dortige Opernstudio, das Nachwuchsprogramm für talentierte junge Sänger.
Die Uraufführung fand am 5. Juni 2021 im Cuvilliés-Theater München durch das Klangforum Wien unter der musikalischen Leitung von Patrick Hahn in einer Inszenierung von Nicolas Brieger statt. Die Kostüme stammten von Andrea Schmidt-Futterer, das Lichtdesign von Benedikt Zehm und die Videos von Stefano Di Buduo (Video). Matouš Hejl war für die elektronischen Klänge zuständig. Es sangen Andrew Hamilton (B), Theodore Platt (eB), Eliza Boom (S), Juliana Zara (eS), George Virban (T), Andres Agudelo (eT), Daria Proszek (M) und Yajie Zhang (eM).
Die Kritik fiel gemischt aus. Der Rezensent der Opernwelt bemängelte das Libretto, für das Holloway „die Lektüre einiger Feuilletonartikel zum Thema ‚Folgen der Digitalisierung‘ mit tradiertem Künstlertechnikpessimismus zu einem Nichts an Handlung verrührt“ habe. Die Musik sei abgesehen von den beiden Orchesterzwischenspielen lediglich eine „dünne[] Musiksuppe“ aus „den einzelnen Silben, Konsonanten, Stotteranfällen und Störgeräuschen, in die Srnka die englischen Sprachbruchstücke zerlegt hat“. Für die jungen Sänger dürfte dies enttäuschend gewesen sein, zumal vier von ihnen „den gesamten Abend im schwarzen Ganzkörperkostüm inklusive Vollgesichtsmaske verbringen [dürfen], um kaum verortbare Laute von sich zu geben“. Der Rezensent des Online Merkers bezeichnete das Werk als „originelle musikalische Komödie über den technischen Fortschritt und seine oftmals fatalen Folgen für das menschliche Zusammenleben“. Die Inszenierung fand er „suggestiv“. Die Sängerinnen und Sänger hätten sich „mit ungeheurer Akribie“ in den „komplizierten Klangkosmos“ hineingearbeitet. Zur Musik schrieb er: „Intervallspannungen, kontrapunktische Spitzfindigkeiten, Cluster-Strukturen, Staccato-Effekte, Glissandi und stürmische chromatische Aufschwünge bringen den Zuschauer außer Atem, erzeugen aber auch keinen Moment Langeweile.“ Die Produktion besteche nicht nur „durch ihr ungewöhnliches Format, sondern auch aufgrund ihrer magischen Aussagekraft“. Das Publikum sei begeistert gewesen. Der Rezensent von Bachtrack meinte, es fehle in dem Stück durchweg an „Rollen“. Die Figuren tragen nicht einmal Namen, sondern lediglich Kürzel ihrer Gesangsstimmen. Es werde nicht agiert oder gar interagiert, sondern nur geredet. Auch die Musik leide „unter dem Stillstand, dem die ‚Handlung‘ weitgehend unterworfen“ sei. Der Rezensent der Deutschen Bühne lobte die Sänger, die auch darstellerisch überzeugten, und die Bühne. Srnka habe „auf den elaborierten, manchmal sehr witzigen Text eine rasante musikalische Komödie komponiert, in der es nur selten Inseln der Ruhe“ gebe. Der Rezensent der Neuen Musikzeitung fand, dass sich das Libretto auch beim Lesen nicht erschließe und die Autoren den „klassischen ‚Macher‘-Fehler“ begingen, indem sie sich intensiv mit den Details beschäftigten, dabei aber den Zuschauer vergaßen. Außerdem sei Srnka „nach ein paar geradezu melodiösen Gesangslinien des Anfangs in den üblichen modernistischen Vokalextremismus“ verfallen.

## Aufnahmen
- 7. Juni 2021 – Patrick Hahn (Dirigent), Nicolas Brieger (Inszenierung), Raimund Bauer (Bühne), Andrea Schmidt-Futterer (Kostüme), Benedikt Zehm (Licht), Stefano Di Buduo (Video), Matouš Hejl (elektronische Klänge), Klangforum Wien.
 Andrew Hamilton (B), Theodore Platt (eB), Eliza Boom (S), Juliana Zara (eS), George Virban (T), Andres Agudelo (eT), Daria Proszek (M), Yajie Zhang (eM).
 Video; live aus der Bayerischen Staatsoper München.
 Videostream auf Staatsoper TV.[8]